# GamerLegion
GamerLegion (anciennement Team GamerLegion) est une organisation professionnelle allemande d'esport fondée en 2017, basée à Berlin. Elle est présente sur la scène d'Age of Empires, Counter-Strike et Tekken.
L'équipe Counter-Strike s'est fait connaître du grand publique après avoir atteint la grande finale du Blast Paris Major 2023 sur la version Counter-Strike: Global Offensive. Par la suite, elle atteint son meilleur classement mondial avec une sixième place en juillet 2023.

## Histoire
GamerLegion est fondée en avril 2017 à Celle, en Allemagne par Nicolas Reber, avant de déménager à Berlin. Initialement créée comme une plateforme de coaching, l'organisation acquiert en 2018 sa première équipe professionnelle, en compétition sur le jeu League of Legends.
En mars 2019, GamerLegion signe sa première équipe sur le jeu Counter-Strike Global Offensive.
En septembre 2020, GamerLegion récupère une liste d'anciens joueurs de Team Secret pour Age of Empires II.
En août 2021, GamerLegion signe le joueur Akhil « Tetsu » Kakar et annonce leur arrivée sur le jeu Tekken 8[réf. nécessaire].
En novembre 2023, la structure annonce quitter la scène de League of Legends.

## Divisions

### Age of Empires II

#### Roster
| \| Nat. \| Pseudo \| Nom \| Rôle \| Date d'entrée \| \| ---- \| -------- \| --------------- \| ---- \| ----------------- \| \| \| DauT \| Dautovic Darko \| \| 10 septembre 2020 \| \| \| TaToH \| Jiménez Roberto \| \| 10 septembre 2020 \| \| \| TheViper \| Larsen Ørjan \| \| 10 septembre 2020 \| \| \| Hera \| El-Baher Hamzah \| \| 6 janvier 2024[9] \| |          |                 |      |                   |
| Nat. | Pseudo   | Nom             | Rôle | Date d'entrée     |
| | DauT     | Dautovic Darko  |      | 10 septembre 2020 |
| | TaToH    | Jiménez Roberto |      | 10 septembre 2020 |
| | TheViper | Larsen Ørjan    |      | 10 septembre 2020 |
| | Hera     | El-Baher Hamzah |      | 6 janvier 2024    |

### Counter-Strike
GamerLegion construit sa première équipe Counter-Strike sur la version Global Offensive le 29 mars 2019 avec pour joueur star le belge Adil « ScreaM » Benrlitom. L'équipe assiste à de nombreux tournois internationaux dont plusieurs majors tels que l'IEM Rio Major 2022, le Blast Paris Major 2023, le PGL Major Copenhagen 2024 (en) et le Perfect World Shanghai Major 2024 (en).
Leur meilleur performance est une seconde place lors du major de Paris en 2023 sur Counter-Strike: Global Offensive. L'équipe élimine l'un des favoris de la compétition Heroic en demi-finale, mais elle perd la finale face à Team Vitality,.

#### Roster
| Nat. | Pseudo | Nom                | Rôle | Date d'entrée     |
| ---- | ------ | ------------------ | ---- | ----------------- |
|      | REZ    | Sterner Fredrik    |      | 9 janvier 2025    |
|      | sl3nd  | Hevesi Henrich     |      | 1 avril 2024      |
|      | ztr    | Gustafsson Erik    |      | 5 juillet 2024    |
|      | Tauson | Lindelof Sebastian |      | 24 septembre 2024 |
|      | PR     | Nový Oldřich       |      | 8 janvier 2025    |

|  | ashhh | Ashley Battye |  | 6 août 2020 |

### Tekken

#### Roster
| \| Nat. \| Pseudo \| Nom \| Rôle \| Date d'entrée \| \| ---- \| ------ \| ----------- \| ---- \| ------------- \| \| \| Tetsu \| Akhil Kakar \| \| 13 août 2021 \| |        |             |      |               |
| Nat. | Pseudo | Nom         | Rôle | Date d'entrée |
| | Tetsu  | Akhil Kakar |      | 13 août 2021  |